# Tatsfield
Tatsfield is een civil parish in het bestuurlijke gebied Tandridge, in het Engelse graafschap Surrey met 1863 inwoners.

## Geboren in Tatsfield
De Motor- en autocoureur John Surtees, de enige coureur die wereldkampioen werd in zowel de motorrace als de Formule 1, werd op 11 februari 1934 geboren in Tatsfield.